# Bismarckturm (Iserlohn)
Der Bismarckturm in Iserlohn ist ein zu Ehren des ehemaligen deutschen Reichskanzlers Otto Fürst von Bismarck errichteter Bismarckturm.

## Geografische Lage
Der Turm ist eine Landmarke auf der Seilerkuppe im Seilerwald oberhalb des Seilersees auf 338 m ü. NN. Von der Dammkrone des Seilersees bis zum Fuß des Turmes besteht ein Höhenunterschied von etwa 130 m. Nordöstlich des Turmes ist der Hemeraner Ortsteil Landhausen gelegen, nordwestlich die Historische Fabrikenanlage Maste-Barendorf.

## Geschichte
In Iserlohn wurde 1911 über den Bau eines Nationaldenkmals nachgedacht. Ein erster Plan sah ein Nationaldenkmal auf der Elisenhöhe bei Bingerbrück vor. Im gleichen Jahr regte der Iserlohner Bürger Karl Weydekamp, der Mitinhaber eines Exporthandelsgeschäftes war, den Bau eines Bismarckturms in Iserlohn an. Als Standorte wurden neben der Seilerkuppe auch der Tyrol und der Mühlenberg diskutiert. Es bildete sich ein Ortsausschuss, der zur Bismarckfeier, am 1. April 1913 die Gründung eines Bismarckturm-Komitees beschloss. Für den Bau der nationalen Gedenkstätte als Aussichtsturm mit Feuerschale wurden allein von Bürgern der Stadt Iserlohn innerhalb kürzester Zeit Spenden in Höhe von 25.000 Mark gesammelt.

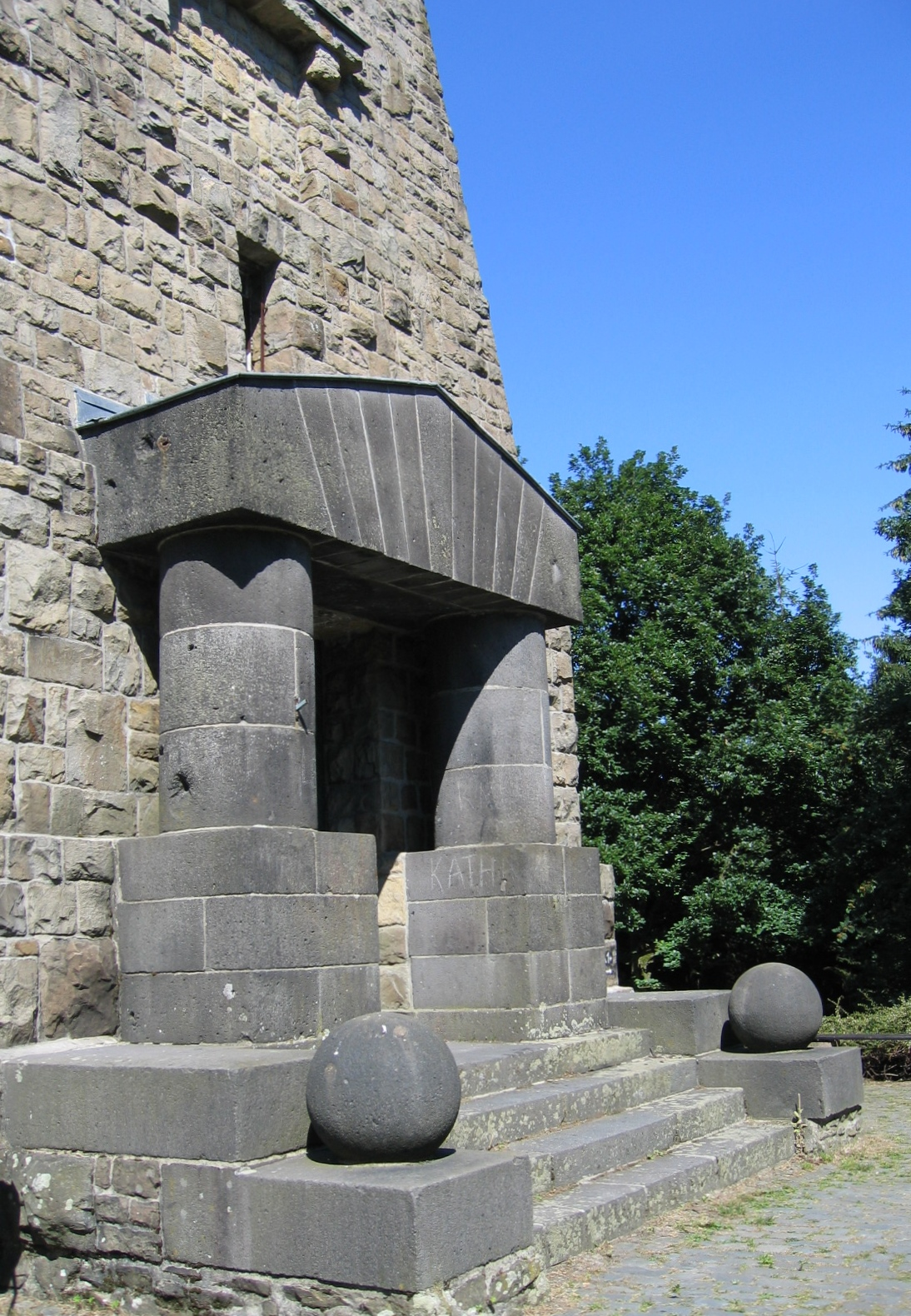
Eingang

Dem Komitee lagen vier Bauentwürfe vor. Der Entwurf des Architekten August Deucker und des Stadtbaumeisters Karl Hoffmann wurde ausgewählt.
Zur damaligen Zeit war die Stadt Iserlohn nicht Eigentümerin des auf dem Gebiet der ehemaligen Gemeinde Landhausen liegenden Grundstücks im Seilerwald, auf dem der Turm errichtet werden sollte. Für 3.600 Mark kaufte man dem Bauern Westhelle ein sechs Morgen großes Grundstück auf der Seilerkuppe ab.
Vor Baubeginn fand man mit einem hölzernen Turmmodell auf der Seilerkuppe den besten Standort heraus.
Das für die Bauarbeiten benötigte Wasser kam aus einem eigens für den Bau gebohrten Brunnen. Als Baumaterial diente Grauwacke, die nordwestlich des Turmes unterhalb des Steinbruchs Gut Magney, heute Steinbruch Griesenbrauck, gebrochen wurde. Für die Außenwände der Feuerschale und das Portal wurde Basaltlava verwendet. Einige Baumaterialien wurden vom Ostbahnhof angefahren und die letzten hundert Meter über einen elektrischen Aufzug zur Baustelle transportiert. Wegen des Krieges konnten die Mauerschrägen und Brüstungen nicht wie geplant mit Kupferplatten abgedeckt werden. Stattdessen erhielten sie eine vorläufige Abdeckung aus Zink. Die Gesamtkosten für die Errichtung der Gedenkstätte beliefen sich auf 28.000 Mark.
Während der ersten Kriegstage erfolgte am 6. September 1914 die Grundsteinlegung. Die Einweihung des Turmes fand am 31. März 1915 statt. Einen Tag später, an Bismarcks 100. Geburtstag, wurde erstmals das Feuer in der Schale im Turmkopf entzündet. Bis Kriegsende diente der Turm als Standort für die Flugwacht.
Während des Zweiten Weltkriegs wurde er ab 1940 von der deutschen Wehrmacht genutzt. Nach Kriegsende verwendete ihn das britische Militär als Funkleitstelle.
Die Bevölkerung durfte den Bismarckturm erst ab 1955 als Aussichtsturm nutzen. Von 1957 bis 1989 wurde im Turmkopf kein Feuer mehr entzündet.
Das Sauerland/Paderborn-Gesetz ordnete 1975 den Teil des Seilerwaldes mit dem Bismarckturm Iserlohn zu.
In den Jahren 1968 und 1991 erfolgten notwendige Sanierungsmaßnahmen. Zur großen Feier des 75. Jubiläums des Bismarckturms im Jahr 1990 entzündete Bürgermeister Fritz Fischer das Feuer in der nunmehr gasbetriebenen Schale erstmals wieder. Seit der Jubiläumsfeier befindet sich am Turm auch eine Gedenktafel.

## Beschreibung des Turmes
Als Unterbau des Turmes dient ein rechteckiges Plateau (13,80 m × 15,30 m) mit einer Höhe von 1,80 m. Als Basis des quadratischen Turms mit Portalvorbau und Treppe auf der Südseite dient ein dreifach gestufter Sockel. Die Grundfläche des Turms beträgt 7,50 m × 7,50 m (untere Podeststufe). Die zweite und die dritte Podeststufe haben eine Grundfläche von 7,30 m × 7,30 m bzw. 7,10 m × 7,10 m. Die Aussichtsplattform liegt 11 m hoch und ist erreichbar über eine Steintreppe mit 44 und eine Wendeltreppe mit 13 Stufen. Das runde Feuerbecken oberhalb der Aussichtsplattform hat einen Durchmesser von fünf Metern. Insgesamt ist der Turm 14,7 m hoch.

## Sonstiges
Der Bismarckturm befindet sich nach wie vor in städtischem Besitz. Von 1988 bis 1995 gab es regelmäßige Öffnungszeiten für die Besichtigung des Denkmals. Heute ist nur noch nach vorheriger Kontaktaufnahme mit der Stadt Iserlohn eine Innenbesichtigung und Turmbesteigung möglich. Zudem wird das Bauwerk an mehreren Sonntagen zwischen April bis September vom Aktionskreis Pater Beda geöffnet.
Eine Besonderheit des Bismarckturmes ist, dass er eine Photovoltaikanlage mit acht Modulen auf dem Dach zur Stromerzeugung besitzt. Diese Module versorgen eine Relaisfunkstelle für Amateurfunk und sind für Besucher von unten aus nicht sichtbar.